# Josh Jackson
Joshua O'Neal Jackson, detto Josh (San Diego, 10 febbraio 1997), è un cestista statunitense.

## Carriera

### NBA
Dopo aver militato per un anno nei Kansas Jayhawks, il 18 aprile 2017 si candida ufficialmente per il Draft NBA 2017; viene così selezionato con la quarta scelta assoluta dai Phoenix Suns. Il 4 luglio 2017 firma il suo contratto da rookie con la franchigia dell'Arizona.

## Statistiche

### Statistiche carriera NBA

#### Regular season
| Anno     | Squadra      | PG  | PT | MP   | TC%  | 3P%  | TL%  | RP  | AP  | PRP | SP  | PP   |
| -------- | ------------ | --- | -- | ---- | ---- | ---- | ---- | --- | --- | --- | --- | ---- |
| 2017-18  | Phoenix Suns | 77  | 35 | 25,4 | 41,7 | 26,3 | 63,4 | 4,6 | 1,5 | 1,0 | 0,5 | 13,1 |
| 2018-19  | Phoenix Suns | 79  | 29 | 25,2 | 41,3 | 32,4 | 67,1 | 4,4 | 2,3 | 0,9 | 0,7 | 11,5 |
| Carriera | Carriera     | 156 | 64 | 25,3 | 41,5 | 29,4 | 65,0 | 4,5 | 1,9 | 1,0 | 0,6 | 12,3 |

## Palmarès
- McDonald's All-American Game (2016)
- McDonald's All-American Game MVP (2016)
- All-NBA Summer League First Team (2017)
- NBA All-Rookie Second Team (2018)